# Университет Джорджа Мейсона
Университет Джорджа Мейсона (англ. George Mason University) — государственный исследовательский университет в округе Фэрфакс, Виргиния.
Основан в 1957 году. Назван в честь одного из американских отцов-основателей XVIII века Джорджа Мейсона. В университете обучается более 35 тысяч студентов.

## История
В 1949 году Университет Виргинии создал образовательный Университетский центр Северной Виргинии Виргинского университета (Northern Virginia University Center of the University of Virginia) для обслуживания Северной Виргинии, который предлагал неформальные занятия по вечерам. К концу 1952 года в этом центре школе обучалось 1192 студента.
По решению Генеральной ассамблеи штата Виргиния в январе 1956 года учебный центр был преобразован в Университетский колледж Виргинского университета (University College of the University of Virginia), руководителем которого стал Джон Финли (John Norville Gibson Finley). В 1959 году учебное заведение было переименовано в Колледж Джорджа Мейсона Виргинского университета (George Mason College of the University of Virginia).
Город Фэрфакс в 1960 году купил и подарил учебному заведению 150 акров (0,61 км²) земли к югу от городской черты для строительства кампуса, который теперь называется Fairfax Campus. Осенью 1964 года новый кампус принял 356 студентов. Во время сессии Генеральной ассамблеи Виргинии 1966 года делегат от Александрии Джеймс Томсон при поддержке Виргинского университета внес на рассмотрение законопроект о преобразовании колледжа в четырёхлетнее учебное заведение? работающее под эгидой университета. Предложение было одобрено ассамблеей и в марте 1966 года колледж Джорджа Мейсона стал учебным учреждением, присуждающим ученую степень. В том же году местные власти выделили три миллиона долларов на покупку земли для строительства нового большого кампуса площадью 600 акров (2,4 км²) с намерением в будущем превратить колледж в крупный региональный университет.
В 1973 году Виргиния отделила Колледж Джорджа Мейсона Виргинского университета от собственно университета и учебное заведение стало называться с 1979 года Университет Джорджа Мейсона. Были построены новые университетские корпуса, зачисление в вуз увеличилось более чем вдвое с 10 767 человек осенью 1978 года до 24 368 человек весной 1996 года.

## Деятельность
В состав Университета Джорджа Мейсона входят следующие академические подразделения:
- College of Humanities and Social Sciences
- College of Science
- School of Business
- Antonin Scalia Law School
- Volgenau School of Engineering
- College of Health and Human Services
- College of Visual and Performing Arts
- Schar School of Policy and Government
- College of Education and Human Development
- Jimmy and Rosalynn Carter School for Peace and Conflict Resolution
- Krasnow Institute for Advanced Study

Университет аккредитован Южной ассоциацией колледжей и школ с возможностью присуждения степеней бакалавра, магистра и доктора. По состоянию на 2017 год в университете обучалось 34 904 студентов, что делает его крупнейшим университетом по численности учащихся в Содружестве Вирджиния.
Профессора экономического факультета университета Джеймс Бьюкенен и Вернон Смит были удостоены Нобелевской премии по экономике.
Спортивные команды университета называются «Патриотами». Всего есть 22 команды, принимающие участие в соревнованиях Колониальной атлетической ассоциации.

### Президенты

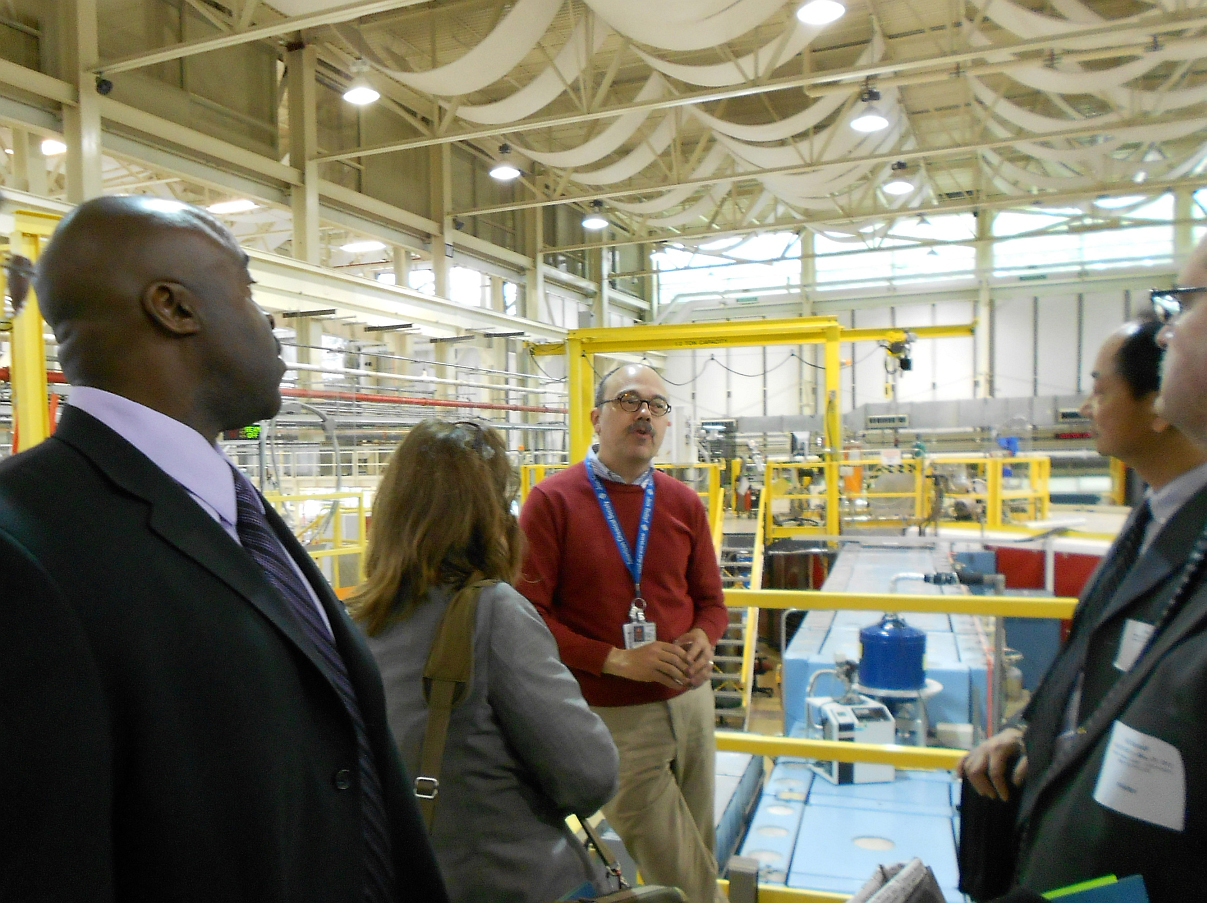
Грегори Вашингтон на фотографии слева

Директорами колледжа и президентами университета были:
- 1949—1964 − John Norville Gibson Finley
- 1964—1966 − Robert Reid
- 1966—1973 − Lorin A. Thompson
- 1973—1977 − Vergil H. Dykstra
- 1977—1978 − Robert C. Krug
- 1979—1996 − George W. Johnson
- 1996—2012 − Alan G. Merten
- 2012—2019 − Ángel Cabrera
- 2019—2020 − Anne Holton
- С 2020 − Грегори Вашингтон[англ.][1]

### Выпускники
В числе известных выпускников:
- Питер Бётке
- Брайан Каплан
- Питер Лисон
- Абди Биле

См. Выпускники университета Джорджа Мейсона